# محمد كندر
محمد كندر الأحمد (مواليد 21 فبراير 1999، لاعب كرة قدم إماراتي يجيد اللعب في الوسط مع نادي الإمارات في دوري الخليج العربي الإماراتي.